# Lagochilus ilicifolius
Lagochilus ilicifolius là một loài thực vật có hoa trong họ Hoa môi. Loài này được Bunge ex Benth. mô tả khoa học đầu tiên năm 1834.